# Euthyneura
Los eutineuros (Euthyneura) son un clado taxonómico de caracoles y babosas, que incluye especies de mar, de tierra y de agua dulce, marinos, moluscos gasterópodos acuáticos y terrestres en el clado Heterobranchia.

## Taxonomía 2010
|  | Nudipleura                                                         |
|  |                                                                    |
|  | \| \| Euopisthobranchia \| \| \| \| \| \| Panpulmonata \| \| \| \| |
|  |                                                                    |
|  | Euopisthobranchia                                                  |
|  |                                                                    |
|  | Panpulmonata                                                       |
|  |                                                                    |

|  | Euopisthobranchia |
|  |                   |
|  | Panpulmonata      |
|  |                   |

|  | Nudipleura                                                         |
|  |                                                                    |
|  | \| \| Euopisthobranchia \| \| \| \| \| \| Panpulmonata \| \| \| \| |
|  |                                                                    |
|  | Euopisthobranchia                                                  |
|  |                                                                    |
|  | Panpulmonata                                                       |
|  |                                                                    |

|  | Euopisthobranchia |
|  |                   |
|  | Panpulmonata      |
|  |                   |